# Final da Copa do Mundo FIFA de 1974
A final da Copa do Mundo FIFA de 1974 foi disputada em 7 de julho no Estádio Olímpico de Munique, em Munique. A Alemanha Ocidental venceu os Países Baixos ou Holanda por 2–1. A seleção neerlandesa marcou 1-0 antes mesmo que os alemães tocassem na bola, mas a seleção alemã  virou para 2–1 ainda no primeiro tempo e tornou-se campeã do mundo.
Com a vitória da Seleção Alemã, os jogadores Franz Beckenbauer, Sepp Maier, Wolfgang Overath, Jürgen Grabowski e Horst-Dieter Höttges tornaram-se os 5 primeiros futebolistas a conquistar as medalhas de bronze, prata e de ouro em Copas do Mundo de futebol.

## Caminho até a Final
| Pos | Seleção       | Pts | J | V | E | D | GM | GS | DG |
| --- | ------------- | --- | - | - | - | - | -- | -- | -- |
| 1   | Países Baixos | 5   | 3 | 2 | 1 | 0 | 6  | 1  | +5 |
| 2   | Suécia        | 4   | 3 | 1 | 2 | 0 | 3  | 0  | +3 |
| 3   | Bulgária      | 2   | 3 | 0 | 2 | 1 | 2  | 5  | –3 |
| 4   | Uruguai       | 1   | 3 | 0 | 1 | 2 | 1  | 6  | –5 |

| Pos | Seleção            | Pts | J | V | E | D | GM | GS | DG |
| --- | ------------------ | --- | - | - | - | - | -- | -- | -- |
| 1   | Alemanha Oriental  | 5   | 3 | 2 | 1 | 0 | 4  | 1  | +3 |
| 2   | Alemanha Ocidental | 4   | 3 | 2 | 0 | 1 | 4  | 1  | +3 |
| 3   | Chile              | 2   | 3 | 0 | 2 | 1 | 1  | 2  | –1 |
| 4   | Austrália          | 1   | 3 | 0 | 1 | 2 | 0  | 5  | –5 |

| Pos | Seleção           | Pts | J | V | E | D | GM | GS | DG |
| --- | ----------------- | --- | - | - | - | - | -- | -- | -- |
| 1   | Países Baixos     | 6   | 3 | 3 | 0 | 0 | 8  | 0  | +8 |
| 2   | Brasil            | 4   | 3 | 2 | 0 | 1 | 3  | 3  | 0  |
| 3   | Alemanha Oriental | 1   | 3 | 0 | 1 | 2 | 1  | 4  | –3 |
| 4   | Argentina         | 1   | 3 | 0 | 1 | 2 | 2  | 7  | –5 |

| Pos | Seleção            | Pts | J | V | E | D | GM | GS | DG |
| --- | ------------------ | --- | - | - | - | - | -- | -- | -- |
| 1   | Alemanha Ocidental | 6   | 3 | 3 | 0 | 0 | 7  | 2  | +5 |
| 2   | Polónia            | 4   | 3 | 2 | 0 | 1 | 3  | 2  | +1 |
| 3   | Suécia             | 2   | 3 | 1 | 0 | 2 | 4  | 6  | –2 |
| 4   | Iugoslávia         | 0   | 3 | 0 | 0 | 3 | 2  | 6  | –4 |

## Detalhes da partida
| 7 de julho de 1974 | Países Baixos     | 1 – 2     | Alemanha Ocidental              | Olympiastadion, Munique                  |
| 16:00              | Neeskens 2' (pen) | Relatório | Breitner 25' (pen) · Müller 43' | Público: 75 200 Árbitro: ENG Jack Taylor |

| Países Baixos | Alemanha Ocidental |

| Países Baixos: |    |                     |     |     |
|                |    |                     |     |     |
| G              | 8  | Jan Jongbloed       |     |     |
| LE             | 12 | Ruud Krol           |     |     |
| Z              | 17 | Wim Rijsbergen      |     | 69' |
| LD             | 20 | Wim Suurbier        |     |     |
| Z              | 2  | Arie Haan           |     |     |
| M              | 3  | Willem van Hanegem  | 23' |     |
| M              | 6  | Wim Jansen          |     |     |
| M              | 13 | Johan Neeskens      | 40' |     |
| A              | 14 | Johan Cruijff (c)   | 45' |     |
| PE             | 15 | Rob Rensenbrink     |     | 46' |
| PD             | 16 | Johnny Rep          |     |     |
| Substituições: |    |                     |     |     |
| MF             | 7  | Theo de Jong        |     | 69' |
| MF             | 10 | René van de Kerkhof |     | 46' |
| Técnico:       |    |                     |     |     |
| Rinus Michels  |    |                     |     |     |

| Alemanha Ocidental: |    |                          |    |
|                     |    |                          |    |
| G                   | 1  | Sepp Maier               |    |
| LD                  | 2  | Berti Vogts              | 4' |
| LE                  | 3  | Paul Breitner            |    |
| Z                   | 4  | Hans-Georg Schwarzenbeck |    |
| Z                   | 5  | Franz Beckenbauer (c)    |    |
| M                   | 12 | Wolfgang Overath         |    |
| M                   | 16 | Rainer Bonhof            |    |
| PD                  | 9  | Jürgen Grabowski         |    |
| A                   | 13 | Gerd Müller              |    |
| M                   | 14 | Uli Hoeneß               |    |
| PE                  | 17 | Bernd Hölzenbein         |    |
| Técnico:            |    |                          |    |
| Helmut Schön        |    |                          |    |

| Auxiliares: Ramon Barreto Alfonso Gonzalez Archundia |